# Kendrick Lamar
Kendrick Lamar Duckworth (Compton, Kalifornia, 1987. június 17. –) Primetime Emmy- és többszörös Grammy-díjas amerikai rapper, dalszerző és producer. 2012-es debütálása, a Good Kid, M.A.A.D City óta generációjának egyik legbefolyásosabb rapperének tekintik. Szólókarrierjén kívül tagja a Black Hippy szupergroupnak a Top Dawg Entertainment (TDE) előadóival, Ab-Soullal, Jay Rockkal és Schoolboy Q-val.
Comptonban, Kaliforniában nőtt fel, K.Dot néven kezdett el zenét készíteni tinédzserként, kiadva egy mixtape-et, amelynek köszönhetően helyi népszerűséget szerzett és aláírt a Top Dawg Entertainment lemezkiadóval. Az első nagy áttörést a 2010-ben megjelent Overly Dedicated lemez hozta meg, még többen felfigyeltek rá, köztük a west coast hiphop legenda, Dr. Dre is. Miután látta az Ignorance Is Bliss című dalhoz készült videót a YouTube-on, úgy döntött, szárnyai alá veszi a szintén Comptonból származó Kendricket. A következő évben kiadta függetlenül első stúdióalbumát, a Section.80-t, amelyen szerepelt debütáló kislemeze, a HiiiPoWeR. Ebben az időszakban nagy követőtábora volt online és sok sikeres hiphopelőadóval együttműködött.
Az első stúdióalbuma egy nagy kiadóval a Good Kid, M.A.A.D City volt és 2012-ben jelent meg, méltatták a kritikusok. Az Amerikai Hanglemezgyártók Szövetségétől (RIAA) triplaplatina minősítést kapott. Harmadik albuma, a To Pimp a Butterfly (2015) stílusát tekintve funk, soul és jazz elemekkel volt kiegészítve és a rapper első lemeze lett, ami elérte a Billboard 200 első helyét. A 2010-es évek legelismertebb albuma volt, a Metacritic statisztikái alapján. Ezt az albumot az Untitled Unmastered (2016) követte, amely kiadatlan demófelvételek válogatása volt, amelyek a To Pimp a Butterfly felvételei közben készültek. 2017-ben adta ki negyedik albumát, a Damnt amelyet szintén méltattak a zenekritikusok. Első kislemeze, a Humble első helyet ért el a Billboard Hot 100-on, míg az album az első nem-klasszikus és nem-jazz lemez lett, amely Pulitzer-díjat nyert. 2018-ban ő volt a dalszerzője 14 dalnak a Fekete Párduc film számlistáján, amelyet szintén kedveltek a szakértők. 2022-ben a Mr. Morale & the Big Steppers albummal lezárta karrierjét a TDE kiadóval, majd 2024-ben, Drake-kel lefolytatott viszálykodása után kiadta hatodik lemezét, a GNX-et. Az évben három listavezető kislemeze volt. Not Like Us című diss trackjét, amely a rivalizálásból eredt, minden idők egyik legjobbjának tekintik, 2025-ben öt Grammy-díjat kapott.
Sok díjat nyert el karrierje során, amelyek közé tartozik 22 Grammy-díj, négy American Music Award, hat Billboard Music Award, egy Brit Award, 11 MTV Video Music Award, egy Pulitzer-díj és egy Oscar-díj jelölés. 2016-ban a Time A világ 100 legbefolyásosabb embere közé nevezte. 2015-ben megnyerte a kaliforniai állami szenátus A generáció ikonja díjat. A Section.80 kivételével összes stúdióalbuma szerepel a Rolling Stone Minden idők 500 legjobb albuma listáján.

## Fiatalkora
Kendrick Lamar Duckworth Comptonban, Kaliforniában született 1987. június 17-én, egy chicagói pár gyermekeként. Ugyan nem volt egy banda tagja, tagok körül nőtt fel, legjobb barátai a Bloods utcai bandába tartoztak, apja, Kenny Duckworth pedig a Gangster Disciple tagja volt. Első nevét anyja adta neki, Eddie Kendricks (The Temptations) emlékére. Lamar 8 évesen látta a televízióban 2Pac és Dr. Dre California Love című kislemezének videóklipjét, amely már ekkor megfogta őt, saját bevallása szerint ebből az élményből indult minden. Gyermekként a McNair Elementary and Vanguard Learning Centerbe járt. Visszafogott volt iskolában, anyja azt mondta, hogy sok időt töltött egyedül. Tinédzserkorában a Centennial Középiskola tanulója volt, ahol tökéletes tanulmányi eredményeket hozott.

## Karrier

### 2004–2009: karrier kezdete
2004-ben, 16 évesen Lamar kiadta első teljes projektjét, a Youngest Head Nigga in Charge (Hub City Threat: Minor of the Year) mixtape-et, K.Dot néven. A mixtape a Konkrete Jungle Muzik kiadón keresztül jelent meg és Lamar sikeres lett helyileg. Ennek köszönhetően kapta meg szerződését a Top Dawg Entertainmenttől (TDE), amelyet akkoriban alapítottak Carsonban. Azonnal elkezdett dalokat felvenni és 2005-ben kiadta 26-számos Training Day mixtape-jét.
2006-ban és 2007-ben Lamar nyitóelőadó volt Jay Rock, Ya Boy és The Game koncertjein. A K.Dot név alatt szerepelt a Game The Cypha és Cali Niggaz dalain.
2008-ban Lamar szerepelt Jay Rock All My Life (In the Ghetto) dalának videóklipjében, amelyen közreműködött Lil Wayne amerikai rapper is és a Warner Bros. Records készítette. Egy koncertfellépéséről megjelent videó után Lamar ismét egyre népszerűbb lett. Az itt előadött versszaka később szerepelt West Coast Wu-Tang dalán.
Lamar 2009-ben adta ki harmadik mixtape-jét, a C4-t, amelyet inspirált Wayne Tha Carter III lemeze. Nem sokkal később Lamar úgy döntött elhagyja művésznevét és születési nevét használta. 2009-ben kiadta Kendrick Lamar című középlemezét. Ugyanebben az évben megalapította a Black Hippy szupergroupot Jay Rockkal, Ab-Soullal és ScHoolboy Q-val.

### 2010–2011: azOverly Dedicatedés aSection.80
2010-ben Lamar Tech N9ne-nal és Jay Rockkal turnézott a The Independent Grind turné részeként. 2010. szeptember 24-én kiadott egy videót a P&P 1.5 dalához, a Overly Dedicated mixtape-ről, amelyen közreműködött Ab-Soul. Ugyanezen a napon jelent meg maga a mixtape is a Top Dawg Entertainment kiadón keresztül, majd szeptember 23-án ingyenesen, online. Elérte a Billboard Top R&B/Hip-Hop Albums slágerlista 72. pozícióját.
A mixtape-en szerepelt az Ignorance Is Bliss dal, amelyen Lamar kiemeli a gengszter rappet ls az utcai bűnözést. Ennek a dalnak köszönhetően akart vele dolgozni Dr. Dre, miután látta a dal videóklipjét YouTube-on. Végül Lamar közreműködött Dre Detox albumán, Snoop Doggal együtt. 2010 decemberében Lamar szerepelt a Complex magazin Indie Intro sorozatában.

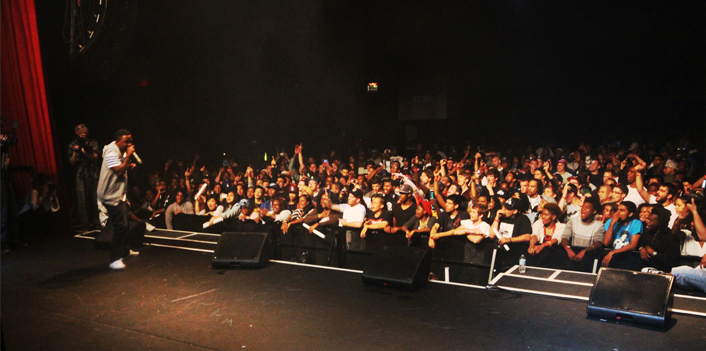
Lamar 2011-ben, torontói koncertjén.

2011 elején Lamar szerepelt az XXL Freshman Class listáján, olyan rapperekkel együtt, mint Cyhi the Prynce, Meek Mill, Fred the Godson, Mac Miller, Yelawolf and Big K.R.I.T. és Diggy Simmons. 2011. április 11-én bejelentette, hogy első stúdióalbumának címe Section.80 lesz, majd másnap kiadta az első kislemezt róla, a HiiiPoWeRt. A dal producere J. Cole volt, amely az első közreműködése volt a párosnak.
Mikor megkérdezték, hogy következő projektje album vagy mixtape lesz, a következőt nyilatkozta: „Minden projekten úgy dolgozok, mintha egy album lenne. Nem lesz semmi töltelék. Soha nem dolgozok úgy. A legjobbat fogom kiadni. A legjobb próbálkozásaimat. Szeretnék kiadni egy albumot 2012-ben.” 2011 júniusában kiadta a Ronald Reagan Era (His Evils)-t a Section.80-ről, amelyen közreműködött RZA. 2011. július 2-án kiadta a Section.80-t, első független albumát, amelyet méltattak a zenekritikusok. Közreműködött rajta GLC, Colin Munroe, Schoolboy Q és Ab-Soul, míg a produceri munkát a Digi+Phonics producer-csoport, Wyldfyer, Terrace Martin és J. Cole végezték. Első hetében 5300 digitális példány kelt el belőle.
2011 augusztusában, miközben Los Angelesben fellépett, Snoop Dogg, Dr. Dre és Game a Nyugati-part Új Királyának nevezte. 2011. augusztus 24-én Lamar kiadta az ADHD dalának videóklipjét, amelyet Vashtie Kola rendezett. 2011 októberében Lamar fellépett a BET Hip Hop Awards díjátadón, B.o.B, Tech N9ne, MGK és Big K.R.I.T. rapperekkel. Ebben az évben több ismert rapper albumán is szerepelt, többek között a Game The R.E.D. Albumán, Tech N9ne All 6’s and 7’s lemezén, 9th Wonder The Wonder Yearsén és Drake Grammy-díjas Take Care-jén.

### 2012–2013:Good Kid, M.A.A.D City
2012. február 15-én kiszivárgott Lamar Cartoon and Cereal című dala, Gunplayjel. Később Lamar elmondta, hogy első nagy kiadónál megjelent stúdióalbumára tervezte és készült volna egy videó is hozzá. Ugyan a Complex második helyre helyezte 2012 50 Legjobb dala listáján, a szám végül nem szerepelt a rapper debütáló lemezén. 2012 februárjában bejelentették, hogy Lamar meg fog jelenni Danny Brownnal a Fader borítóján. Ezek mellett turnézni kezdett Drake-kel a Club Paradise Tour turnén, olyan előadókkal nyitva koncerteket, mint ASAP Rocky és 2 Chainz.

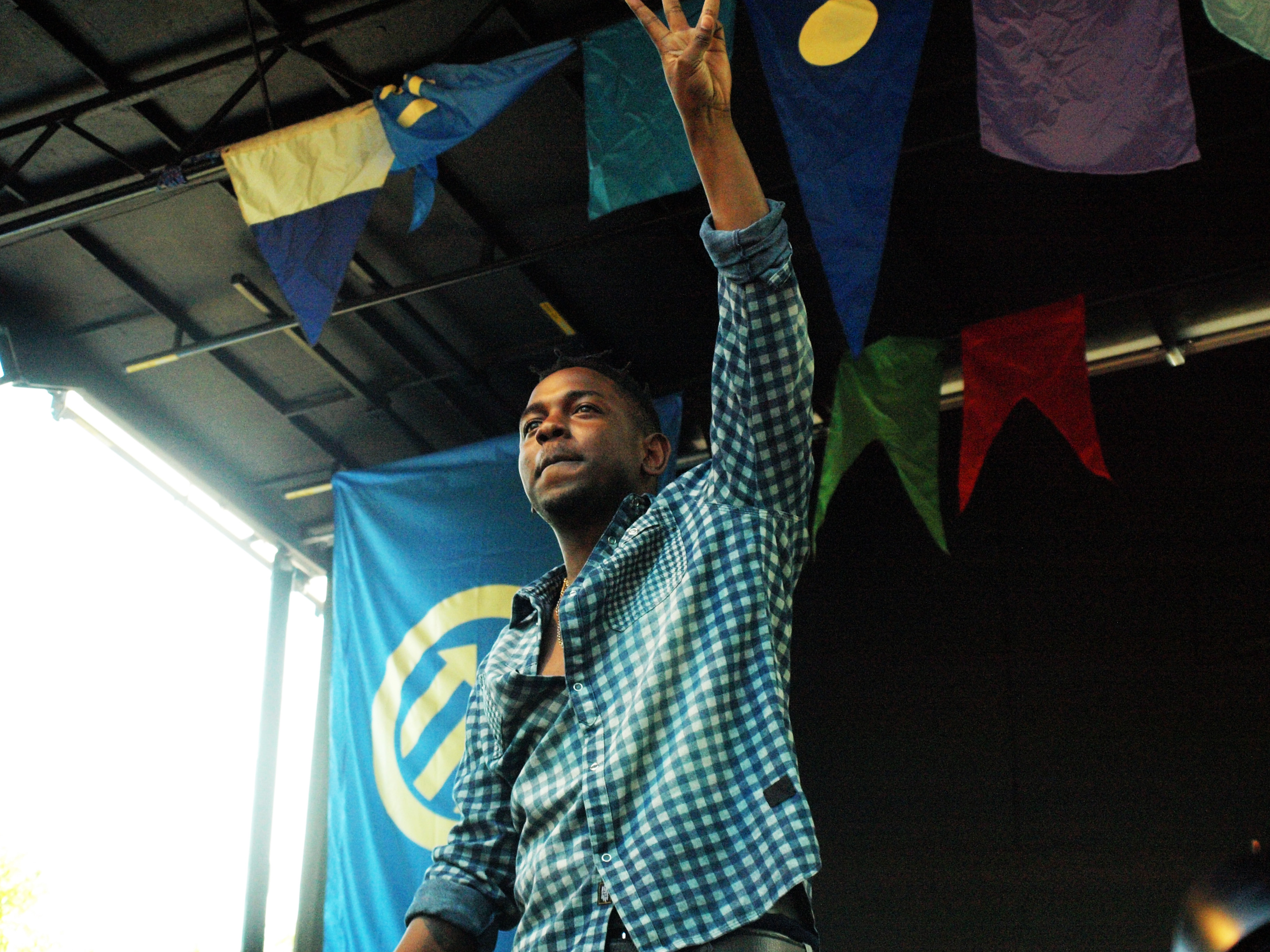
Lamar, egy 2012-es koncertjén.

2012 márciusában az MTV bejelentette, hogy Lamar álírt az Interscope Recordsszal és az Aftermath Entertainmenttel, amely a független karrierjének végét jelentette. Az új szerződés értelmében következő projektjei, így a Good Kid, M.A.A.D City is a Top Dawg, az Aftermath és az Interscope kiadók közreműködésében fog megjelenni. Márciusban szerepelt a Last Call with Carson Daly műsorán, ahol Dr. Dreről és Comptonról beszélt. 2012. április 2-án kiadta a debütáló kislemezét, a The Recipe-t. A dal producere, amely a Good Kid, M.A.A.D City első kislemeze, Dr. Dre és Scoop DeVille volt.
2012. május 14-én J. Cole azt nyilatkozta a Lamarral közös munkájukról, hogy „Nemrég kezdtem el megint dolgozni Kendrickkel. Végre sikerült, megint. Csináltunk talán négy vagy öt dalt együtt.” Május 21-én Lamar fellépett a 106 & Park-on, Ace Hooddal, Birdmannel és Mack Maine-nel, hogy előadja a B Boyzt. Lamar ezek mellett beszélt stílusáról és hangzásáról, Dr. Dreről és Snoop Doggról, illetve közreműködéséről J. Cole-lal. Ugyanezen a napon kiadta a War Is My Love-ot, amelyet a Tom Clancy’s Ghost Recon: Future Soldier videójátékhoz vett fel.
2012. július 31-én a Top Dawg, az Aftermath és az Interscope kiadta a Swimming Pools (Drank) dalt, mint az első kislemez Lamar debütáló albumáról. A dal videóklipje, amelyet Jerome D rendezett, 2012. augusztus 3-án jelent meg a 106 & Park-on. A dal 17. helyig jutott a Billboard Hot 100-on, tizenharmadik hetén. 2012. augusztus 15-én Lady Gaga bejelentette, hogy a páros felvette egy dalt, PartyNauseous címmel a rapper debütáló albumára. Lady Gaga még abban a hónapban visszalépett a daltól, művészi konfliktust megnevezve a problémának és, hogy nem Lamar hibája volt. 2012. augusztus 17-én Lamar kiadta a Westside, Right on Time dalt Young Jezzy rapperrel. A dal a Top Dawg Entertainment Fam Appreciation Week részeként jelent meg. 2012-ben Lamar a Black Hippy tagjaival turnézott.
Lamar debütáló stúdióalbuma egy nagy kiadóval, a good kid, m.A.A.d city 2012. október 22-én jelent meg. A lemezt méltatták a zenekritikusok, 242 ezer példány kelt el belőle az első hetén és a második helyen debütált a Billboard 200-on. Később ebben az évben a Fuse TV a Backseat Freestyle kislemezt 2012 legjobb 40 dala közé választotta. Pár hónapon belül a lemez arany minősítést kapott az Amerikai Hanglemezgyártók Szövetségétől (RIAA). A HipHopDX Lamart az Év MC-jének választotta díjátadóján. Novemberben, miután Cole posztolt egy képet önmagáról és Lamarról, ahogy egy stúdióban ülnek, az utóbbi elmondta, hogy még mindig dolgoznak a projekten, de nem tudják a kiadási dátumot: „Azt csak úgy ki fogjuk adni. Nem akarok dátumokat adni. Csak hagyni fogom, hogy megjelenjen.”

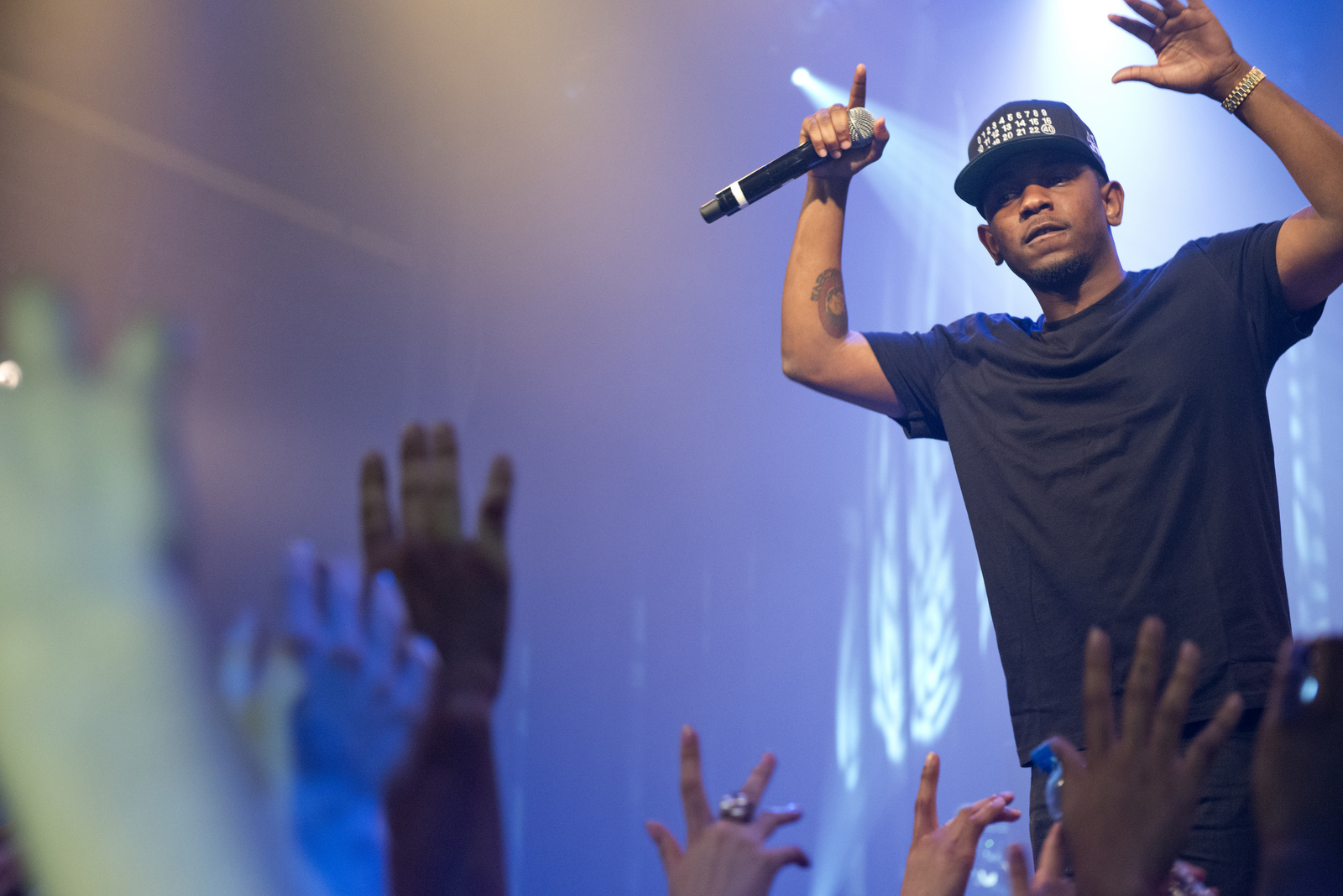
Lamar 2013-ban

2013. január 26-án Lamar előadta a good kid, m.A.A.d city első két kislemezét, a Swimming Pools (Drank)-et és a Poetic Justice-ot, az NBC Saturday Night Live műsorán. Ugyanebben az epizódban szerepelt Adam Levine és a The Lonely Island mellett, amelyből megjelent a YOLO kislemez. 2013. február 22-én Lamar kiadta a Poetic Justice videóklipjét, amelyen közreműködött Drake. Február 26-án előadta a dalt a Late Show with David Lettermanen. Kilenc hónappal a megjelenése után a good kid, m.A.A.d city platinalemez lett, Lamar első projektje, amely ezt elérte.
2013 augusztusában Lamar közreműködött Big Sean Control című számán, amely kisebb botrányt okozott a hiphop világában. A dalszövegben Lamar megígéri, hogy dalszövegeivel „megöli” az összes feltörekvő rappert, név szerint J. Cole-t, Big K.R.I.T.-et, Wale-t, Pusha T-t, Meek Millt, ASAP Rockyt, Drake-et, Big Seant, Jay Electronicát, Tyler, The Creatort és Mac Millert. Lamar ezek mellett „New York királyá”-nak nevezte magát, amelyen sok New York-i rapper felháborodott. Sok előadó, többek között Meek Mill, Lupe Fiasco, Cassidy, Joe Budden, King L, Bizarre és B.o.B is válaszolt Lamarnak saját diss trackjével. A dal megjelenését követő napon Lamar Twitter-követőinek száma 510%-kal emelkedett.

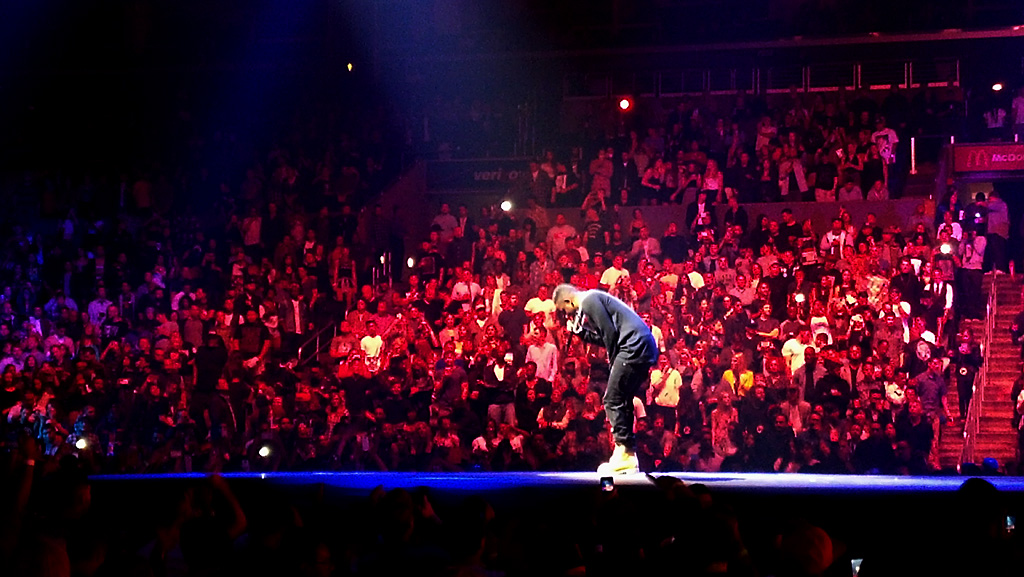
Lamar, Kanye West amerikai rapper The Yeezus Tour koncertturnéján.

2013. szeptember 6-án Kanye West bejelentette, hogy el fog kezdeni turnézni, öt év után először, hogy népszerűsítse Yeezus (2013) albumát, amely turnén Kendrick Lamar lesz a nyitófellépő. A The Yeezus Tour októberben kezdődött. Ebben a hónapban kiderült, hogy Lamar szerepelni fog Eminem amerikai rapper The Marshall Mathers LP 2 stúdióalbumán. 2013. október 15-én Lamar elnyert öt díjat a BET Hip Hop Awards díjátadón, amelyek közé tartozott az Év albuma és az Év dalszövegírója (ezt sorozatban másodjára nyerte el) is. A díjátadón előadta a Money Trees dalt. Egy októberi interjúban az XXL-lel elmondta, hogy amint vége lesz a Yeezus Tournak, elkezd dolgozni következő albumán.
2013 novemberében a GQ magazin az év rapperének választotta Lamart és szerepelt az Év Férfiai kiadás címlapján. Az interjúban azt mondta, hogy 2014 januárjában fogja elkezdeni második albumán a munkálatokat. Az 56. Grammy-gálán Lamar hét jelölést szerzett, amelyek közé tartozott a Legjobb új előadó, az Év albuma és a Legjobb rapdal díj is, de egy kategóriában se tudott nyerni. A gálán Lamar előadta a m.A.A.d cityt és a Radioactive egy remixét, amelyet az amerikai Imagine Dragons együttessel készített. Újra előadta a dalt az együttessel 2014. február 1-én, a Saturday Night Live műsorán.

### 2014–2016: aTo Pimp a Butterflyés azUntitled Unmastered

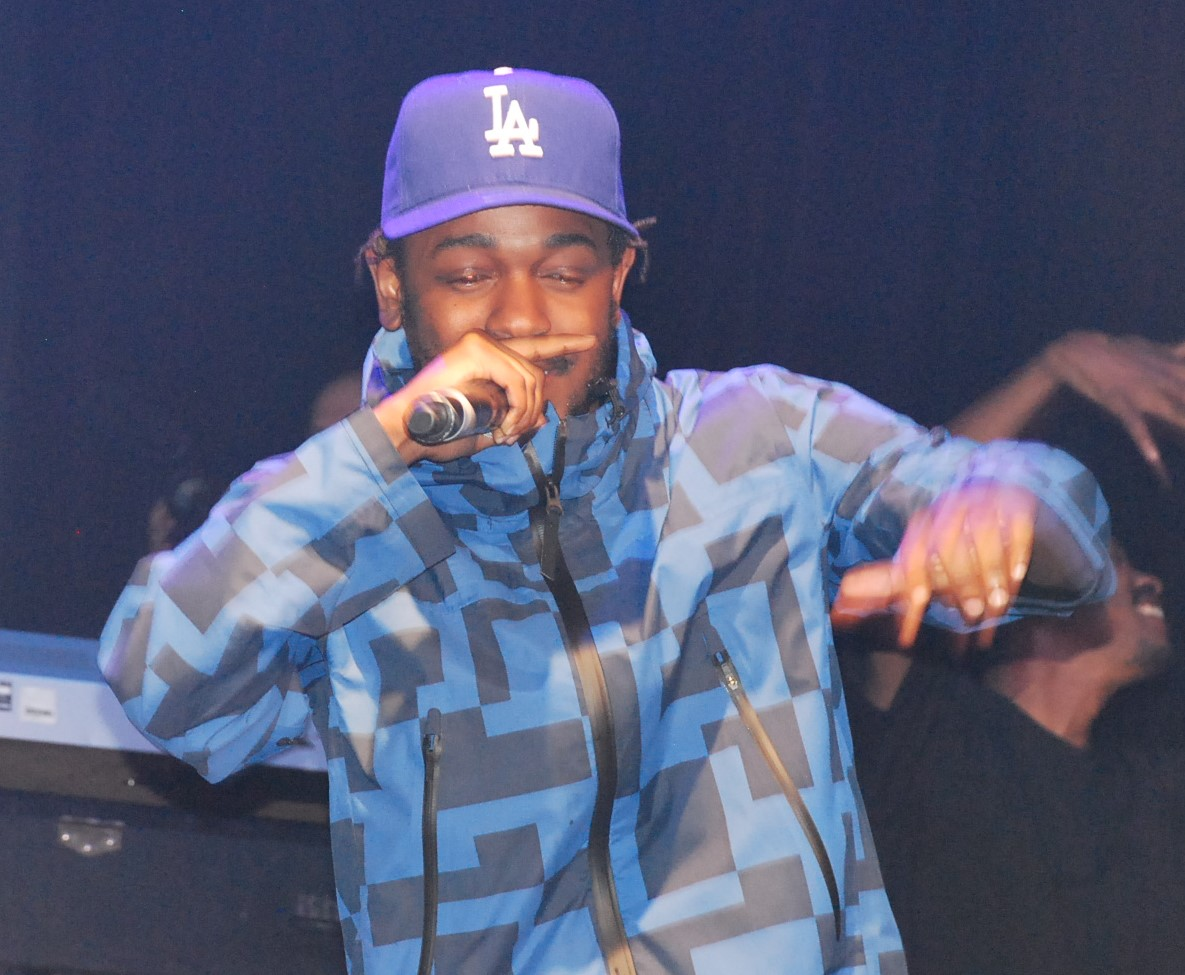
Lamar 2015-ben, a Hollywood Palladiumban, a Grammy-gála előtt

Egy 2014 februárjában készített Billboard-interjúban Lamar elmondta, hogy következő szeptemberben tervezett el kiadni egy lemezt. Ugyanebben az interjúban azt nyilatkozta, hogy nem kizárt a Black Hippy csoport debütáló albumának a megjelenése, még 2014-ben. 2014. július 31-én bejelentették, hogy ki fogják adni Lamar  m.A.A.d című rövidfilmjét, Los Angelesben a NEXT Festen, augusztus 9-én. A filmet a good kid, m.A.A.d city inspirálta és Kahlil Joseph rendezte, aki korábban dolgozott Lamarral a Yeezus Tour turnén. Lamar ezt követően közreműködött Alicia Keys It’s On Again dalán, amelyet a A csodálatos Pókember 2. (2014) filmhez írtak.
2014. szeptember 23-án Lamar kiadta az i című kislemezét, az elsőt következő albumáról. 2014. november 15-én Lamar harmadjára is fellépett a Saturday Night Live műsorán, előadva az i-t és a Pay for Itet, Jay Rockkal együtt. 2014. december 17-én Lamar kiadott egy új, el nem nevezett dalt a The Colbert Report egyik utolsó epizódjában. 2015 elején Lamar elnyerte a Legjobb rap teljesítmény és a Legjobb rapdal díjakat, az i-ért, az 57. Grammy-gálán. 2015. február 9-én kiadta harmadik albumának második kislemezét, a The Blacker the Berryt. A To Pimp a Butterfly címet viselő album 2015. március 23. helyett 2015. március 16-án jelent meg, egy héttel korábban, kiemelkedő szekértői reakcióra. Az album a Billboard 200 élén debütált, 324 ezer eladott példánnyal és megdöntötte a Spotify első napi streaming rekordját (9.6 millió). Az album később, 2020-ban a Rolling Stone Minden idők 500 legjobb albuma listáján 19. helyezést kapott.

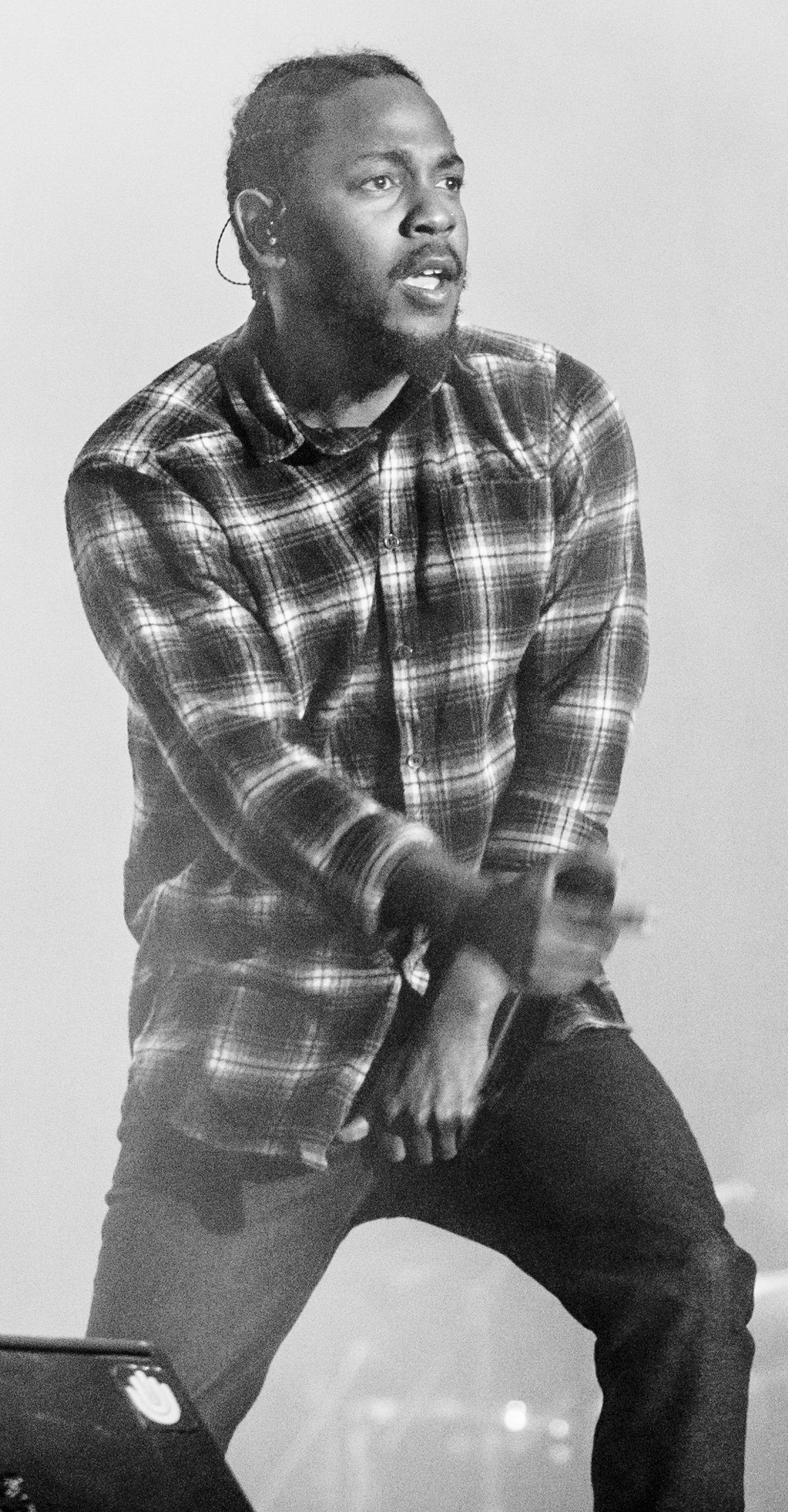
Lamar a spanyol Festival Internacional de Benicàssim fesztiválon, 2016-ban.

2015. május 17-én Lamar szerepelt Taylor Swift Bad Blood című dalának remixén és annak videóklipjéban. Az eredeti dal Swift 1989 című lemezén jelent meg. A kislemez elérte a Billboard Hot 100 első helyét és a videóklip pedig elnyerte a Legjobb videóklip Grammy-díjat, illetve az Év videója díjat az MTV Video Music Award díjátadón. A To Pimp a Butterflyról még három kislemez jelent meg, amelyekhez adtak ki videóklipet, a King Kunta, az Alright és a These Walls. Az Alright videóklipje négy jelölést kapott a 2015-ös MTV Video Music Awards díjátadón, beleértve az Év videója és a Legjobb férfi videó kategóriákat is. A For Free? (Interlude), a u és a For Sale is kaptak videóklipeket, a God Is Gangsta rövidfilm részeként. 2015 októberben Lamar bejelentette a Kunta’s Groove Sessions Tour turnét, amely során nyolc koncertet játszott, nyolc városban. 2016 elején Kanye West kiadta a No More Parties in LA dalt SoundCloudon, amelyen közreműködött Lamar. Januárban Lamar előadta az Untitled 2 című dalát a The Tonight Show Starring Jimmy Fallon műsorán.

A Billboard szakértői az év végén azt írták, hogy „húsz éve egy öntudatos rap felvétel nem tudott volna betörni a mainstreambe úgy, ahogy azt Kendrick Lamar megtette a To Pimp A Butterfly-jal. Időzítéshez való érzéke tökéletes. A rendőri túlkapási esetek és Amerikában a rasszok közötti feszültségek idején, nyers, agresszív sorokat lövell ki magából,” míg a Pitchfork szerkesztői szerint az album „rákényszerítette a kritikusokat, hogy mélyen elgondolkozzanak a zenéről. Ez a generációjának legjobb rapperének egy albuma.” Tony Visconti producer azt nyilatkozta, hogy David Bowie Blackstar (2016) albumát Lamar munkája inspirálta: „nagyon sok Kendrick Lamart hallgattunk [...] imádtuk, hogy mennyire nyíltelméjű volt és nem csinált egy szokásos hiphopalbumot. Mindent rárakott és mi pontosan ugyanezt akartuk csinálni.” Visconti ezek mellett Lamart egy szabályokat megtörő előadónak nevezte a zenében:
„A To Pimp A Butterfly albuma megszegett minden szabályt a könyvben és volt egy listavezető albuma, amit a slágerlisták élére ragasztottak. Úgy gondolnád, hogy ebből tanulnának bizonyos kiadók. De felvesznek valakit, aki csak úgy létezik és azt mondják, ’Ezt akarják az emberek.’ Nem, az emberek azt csak egy hétig akarják. Nem akarod ugyanazt a dalt hallgatni az életed minden napjában.”
Lamar öt díjat nyert el az 58. Grammy-gálán, beleértve a Legjobb rapalbum díjat a To Pimp a Butterflyért. A további jelölései közé tartoztak az Év albuma és az Év dala kategóriák is. A ceremónián Lamar előadta a The Blacker the Berry és az Alright keverékét. A Rolling Stone és a Billboard is az este legjobb pillanatának nevezte, míg az utóbbi azt írta, hogy „Simán minden idők egyik legjobb TV-fellépése volt.”
2016. március 4-én Lamar kiadta az Untitled Unmastered válogatásalbumot, amelyen nyolc dal szerepelt, amelyek dátumozva voltak címek helyett. A rapper később elmondta, hogy a dalok a To Pimp a Butterfly munkálatai közben készültek. Az album a Billboard 200 első helyén debütált.

### 2017–2019:Damnés aBlack Pantherfilmzene; hiátus
2017. március 23-án Lamar kiadta a The Heart Part 4 kislemezt. Egy héttel később kiadta következő albumának első kislemezét, a Humble-t, egy videóklippel együtt. 2017. április 7-én bejelentették, hogy április 14-én meg fog jelenni negyedik stúdióalbuma. Április 11-én bejelentette, hogy az album címe Damn lesz (stilizálva: DAMN.), illetve megmutatta a számlistát, amelyen láthatók voltak közreműködések, mint Rihanna, Zacari és a U2. 2017. április 14-én, a To Pimp a Butterflyhoz hasonló reakciókra, megjelent a Damn. Ez volt Lamar harmadik első helyezett lemeze a Billboard 200-on és a Humble Lamar első listavezető dala lett a Billboard Hot 100-on. 2017. május 4-én a Damn platina minősítést kapott az Amerikai Hanglemezgyártók Szövetségétől (RIAA). 2017 december közepén jelent meg a DAMN. Collectors Edition, amely az eredeti album volt, csak megfordítva.

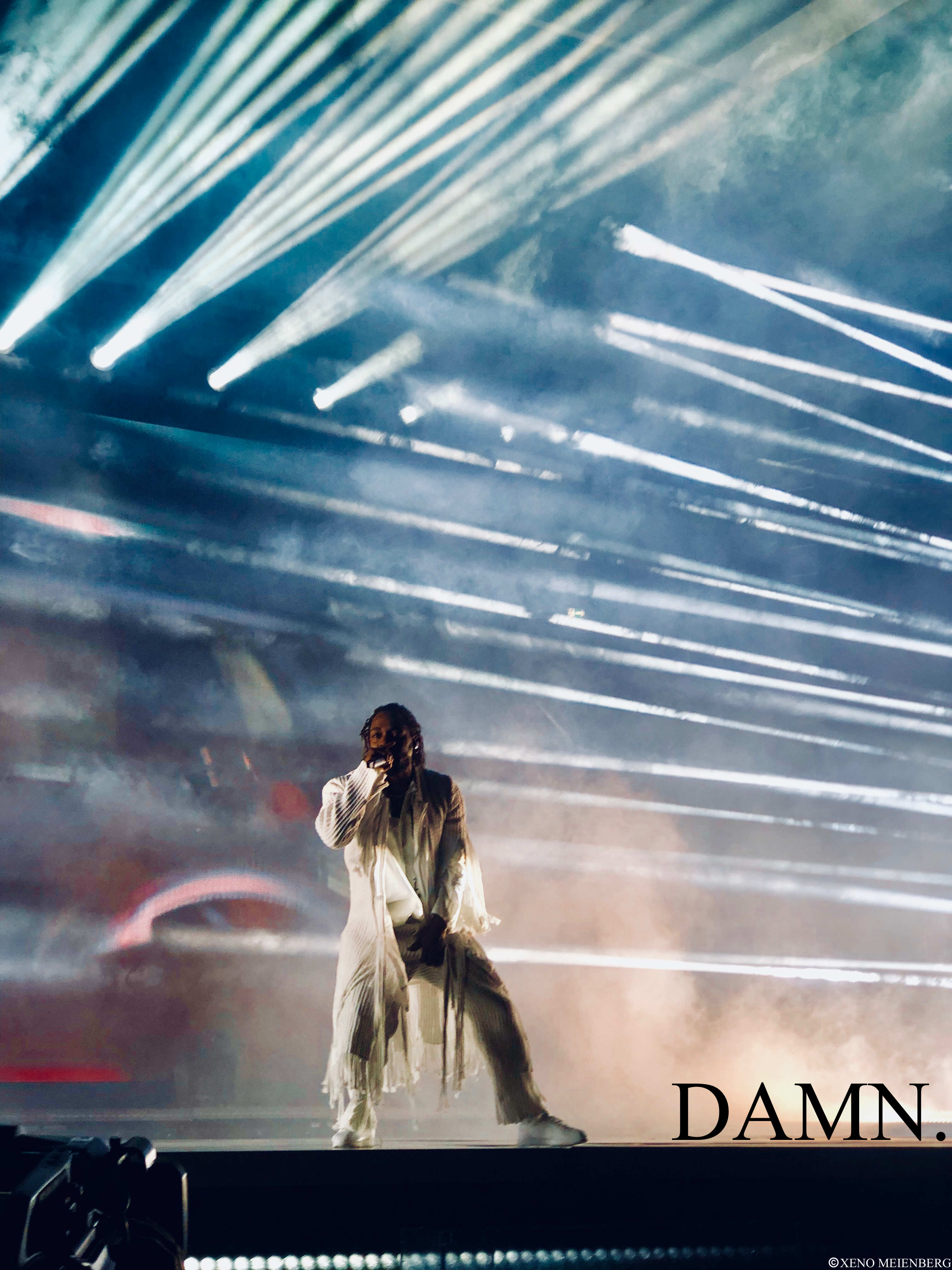
Lamar a Damn turné utolsó európai állomásán, 2018-ban

Anthony Tiffith, a Top Dawg Entertainment alapítójával együtt Lamar készítette el a filmzenét a Marvel Studios Fekete Párduc (2018) című filmjéhez, Black Panther: The Album címen. Az All the Stars kislemezt 2018 januárjában adta ki, SZA közreműködésével, amelyet jelöltek Oscar-díjra a legjobb eredeti dalnak. Nem sokkal később megjelent a második kislemez az albumról, a King’s Dead, amely Jay Rock dala, Lamar, Future és James Blake közreműködésével. A harmadik kislemez, a Pray For Me a The Weeknddel 2018 februárjában jelent meg, az album kiadása előtt. A filmzenét általánosan méltatták.
2018 januárjában Lamar szerződése a Warner/Chappell Music lejárt. A Top Dawg Entertainment, amely Lamart képviseli 20-40 millió dollárt szeretne a rapper diszkográfiájáért. Lamar nyitotta meg a 60. Grammy-gálát az XXX, a Lust, a DNA, a Humble, a King’s Dead és a New Freezer előadásával. Hét díjra jelölték, amelyek közé tartozott az Év albuma és a Legjobb rapalbum a Damnért, az Év felvétele, a Legjobb rap teljesítmény, a Legjobb rapdal és a Legjobb videóklip a Humble-ért, illetve a Legjobb rap/ének együttműködés a Loyaltyért, Rihannával. Lamar végül ötöt nyert el, a Legjobb rapalbumot, a Legjobb rap teljesítményt, a Legjobb rapdalt, a Legjobb videóklipet és a Legjobb rap/ének együttműködést. Lamar a Fekete Párduc-album megjelenését követően nem adott ki zenét négy évig.
2018 júliusában Lamar debütált színészként a Power című sorozat ötödik évadjában, egy dominikai drogfüggőt játszva. Lamar szereplése 50 Centnek volt köszönhető. Courtney A. Kemp, a sorozat készítője lemondta, hogy Lamar kapcsolatba lépett 50 Centtel, hogy szeretne részt venni a sorozatban, a New York-i rapper pedig összehozta neki a szerepet. Lamar karaktere olyan személyek által volt inspirálva, akiket a rapper Comptonban ismert meg. Lamar teljesítményét egyaránt méltatták a kritikusok és a nézők. 2019-ben született meg első gyermeke Whitney Alforddal, Uzi.

### 2020–2023:Mr. Morale & the Big Steppers
2020. március 5-én Lamar és Dave Free megalapították a PGLang kreatív céget, amely leírása szerint egy többnyelvű, előadóbarát szolgáltatás volt. Októberben aláírt a Universal Music Publishing Grouppal, majd 2021 augusztusában bejelentette egy blogbejegyzésen keresztül, hogy elkezdett dolgozni utolsó albumán a TDE-vel, megerősítve, hogy elhagyja a kiadót, hogy a PGLangre koncentráljon. A következő héten kiadta a Family Ties című kislemezt Baby Keemmel és szerepelt a rapper The Melodic Blue című albumán, a Range Brothers és a Vent dalokon. A kislemez megnyerte a Legjobb rapteljesítmény Grammy-díjat a 64. Grammy-gálán. Novemberben közreműködött Terrace Martin Drones albumán, és egyik koncertjén „színpadiasan” bemutatta zenei éráit. fellépett a Super Bowl LVI félidejében Dr. Drevel, Eminemmel, Mary J. Blige-dzsal, Snoop Doggal és 50 Centtel. A fellépés megnyerte a Primetime Emmy-díjat a Legjobb különleges varieté-, zenés vagy szórakoztató műsor kategóriában.
Azt követően, hogy kiadta a The Heart Part 5 promóciós kislemezt, Lamar ötödik albuma, a Mr. Morale & the Big Steppers 2022. május 13-án jelent meg. A lemez borítóját használták Alforddal, hogy bejelentsék második gyermekük, Enoch megszületését. Az album jazz, R&B, trap és soul műfajokra épült, Alford volt a lemez narrátora. A Mr. Morale & the Big Stepperst méltatták a kritikusok, kiemelve dalszerzését és sokoldalúságát. Minden egyes dala szerepelt a Billboard Hot 100-on, a három kislemeze (az N95, a Silent Hill és a Die Hard) pedig az első tíz helyen debütáltak. Lamar negyedik listavezető albuma lett sorozatban, miután első hetében 295 ezer példány kelt el belőle. Az év első hiphopalbuma lett, ami elérte az egy milliárd streamet a Spotifyon.
A Mr. Morale & the Big Steppers népszerűsítése érdekében Lamar megkezdte a The Big Steppers Tourt, ami 2022 júliusától 2024 márciusáig tartott. A turné 110,9 millió dollár bevételt hozott, ami akkoriban a legsikeresebb rapturnévá tette. Lamar írta, rendezte és a producere volt a We Cry Together rövidfilmnek, ami azonos című dala alapján készült 2022 szeptemberében. A turnéról elkészült a Kendrick Lamar Live: The Big Steppers Tour című koncertfilm, novemberben jelent meg. Lamar megnyerte a Kedvenc férfi hiphopelőadó díjat az American Music Awards díjátadón, illetve a Kedvenc hiphopalbum díjat is a Mr. Morale & the Big Steppersért. Hat díjat kapott a BET Hip Hop Awards díjátadón, amik közé tartozott az Év albuma díj. A 65. Grammy-gálán a Mr. Morale & the Big Steppers a Legjobb rapalbum díjat kapta, míg a The Heart Part 5 dallal a Legjobb rapteljesítmény és a Legjobb rapdal elismeréseket érdemelte ki.
2023 májusában közreműködött Beyoncé America Has a Problem kislemezén, illetve Baby Keem The Hillbillies dalán. Négy díjat kapott a BET Hip Hop Awards díjátadón, négy rekordot megdöntve. Szerepelt a Renaissance: A Film by Beyoncé dokumentumfilmben, és a The Melodic Blue album filmesítésének producere volt. Ezt követően titokban szerződést bontott az Aftermath Entertainmenttel, majd aláírt az Interscope-pal.

### 2024–napjainkig: A Drake-viszály és aGNX
2024 márciusában Lamar szerepelt Metro Boomin Like That című dalán, amit szakértők méltattak és újra életre keltette a viszályt Lamar és Drake között. A dal három hetet töltött a Billboard Hot 100 élén, a rapper első dala lett, ami a lista első helyén debütált és összességében harmadik listavezetője. Április 30-án meglepetésként kiadta az Euphoria című kislemezt, válaszként Drake Push Ups dalára, majd három nappal később az Instagramon a 6:16 in LA dalt, amiken ismét Drake-hez beszélt. 2024. május 3-án, 20 perccel azt követően, hogy Drake a Family Matters számmal válaszolt Lamarnak, a rapper kiadott egy harmadik dalt a kanadai zenészt célozva, Meet the Grahams címmel. Egy nappal később kiadott még egy számot, a Not Like Us-t. Szeptemberben bejelentésre került, hogy Lamar lesz a Super Bowl LIX félidei koncertjének headlinere, az első rapperként, aki egyedül fellépett az eseményen. Február 9-én kiadta a teljes fellépést kislemezként.
2024. november 22-én meglepetésszerűen kiadta hatodik stúdióalbumát, a GNX-et. A lemezzel Lamar pályafutása egyik legjobb évét zárta le, amelyben többek között megnyerte az elmúlt évtizedek legnagyobb rapviszályát Drake ellen. A 2025-ös Grammy-gálán a Not Like Usszal öt díjat nyert el.

## Diszkográfia
Stúdióalbumok
- Section.80 (2011)
- good kid, m.A.A.d city (2012)
- To Pimp a Butterfly (2015)
- DAMN. (2017)
- Mr. Morale & the Big Steppers (2022)
- GNX (2024)

Válogatásalbumok
- untitled unmastered. (2016)

Filmzene
- Black Panther: The Album (2018)

Mixtape-ek
- Y.H.N.I.C. (Hub City Threat: Minor of the Year) (2004)
- Training Day (2005)
- No Sleep ’Til NYC (2007)
- C4 (2009)
- Overly Dedicated (2010)

Középlemezek
- Kendrick Lamar EP (2009)

## Filmográfia
- Lennon or McCartney (2014)
- Quincy (2018)
- Kendrick Lamar Live: The Big Steppers Tour (2022)
- Renaissance: A Film by Beyoncé (2023)
- Piece by Piece (2024)

## Díjak és jelölések
Kendrick Lamar karrierje során 204 díjat nyert el, 399 jelölésből. Ezek közé tartozik 22 Grammy-díj, hat Billboard Music Award és egy ASCAP Vanguard Award zeneszerzőként végzett munkájáért.
A 2014-es Grammy-gálán Lamar hét jelölést nyert el, amelyek közé tartozott az Év albuma kategória is. Egy évvel később, az 57. Grammy-gálán elnyerte a Legjobb rapdal és a Legjobb rap teljesítmény díjakat i című számáért. A 2016-os Grammy-gálán nyerte el második jelölését azt Év albumáért a To Pimp a Butterfly lemezével és ő kapta azon estén a legtöbb jelölést, tizenegyet. Ez azt is jelentette, hogy ő a rapper a legtöbb jelöléssel egy gálán a díjátadó történetében. Öt díjat nyert el azon este, a To Pimp a Butterflyért, illetve annak két kislemezéért, az Alrightért, a These Wallsért és a Taylor Swifttel való közreműködésért, a Bad Bloodért. 2015-ben megkapta a Kaliforniai Állami Szenátustól a Generációs Ikon-díjat Isadore Hall III szenátornak köszönhetően. Kapott egy Pulitzer-díjat munkájáért, az első nem jazz vagy nem klasszikus zenei művel, amely elnyerte a díjat. A 2018-as Grammy-gálán öt díjat nyert el DAMN. albumával és annak HUMBLE., illetve LOYALTY. dalaival. 2019-ben és 2022-ben egy-egy Grammy-díjat vitt haza, míg a 65. Grammy-gálán Mr. Morale & the Big Steppers lemezének köszönhetően hármat nyert el. Not Like Us című kislemeze 2025-ben öt Grammy-díjat nyert el (köztük az Év felvétele és az Év dala elismeréseket is), minden idők legtöbbet díjazott rapdala.

## Turnék
Headliner
- Section.80 Tour (2011)
- Good Kid, M.A.A.D City World Tour (2013)
- Kunta Groove Sessions Tour (2015)
- The Damn Tour (2017–2018)
- The Big Steppers Tour (2022–2024)

Co-headliner
- The Championship Tour (a Top Dawg Entertainment előadóival) (2018)

Vendégszereplőként
- Kanye West – The Yeezus Tour (2013–2014)
- Drake – Club Paradise Tour (2012)